# Prigoreni, Iași
Prigoreni (în trecut, Prigorenii Mari) este un sat în comuna Ion Neculce din județul Iași, Moldova, România.

## Obiective turistice
- Biserica de lemn din Prigoreni - în jurul căreia au fost înmormântați cronicarul Ion Neculce (1672-1745) și Ștefan Apetrii Ciubotaru (d. 1858), tatăl scriitorului Ion Creangă
- Casa cronicarului Ion Neculce (secolului XVII, Epoca medievală), monument istoric; IS-III-m-B-03643
- Școala veche (a doua jumătate a secolului XIX), monument istoric situat lângă biserică; IS-III-m-B-04230
- Mormântul cronicarului Ion Neculce (mijlocul secolului XX), monument istoric situat lângă biserică; IS-III-m-B-04324

## Legături externe
Materiale media legate de Prigoreni la Wikimedia Commons